# Rapunzel's Tangled Adventure
Rapunzel's Tangled Adventure (conhecida como Tangled: The Series durante a primeira temporada) é uma série de televisão americana animada desenvolvida por Chris Sonnenburg e Shane Pigmore, sendo produzida pela Disney Television Animation. Estreou no Disney Channel como um filme original do Disney Channel intitulado Tangled: Before Ever After a 10 de março de 2017, com episódios regulares que estrearam a 24 de março de 2017 e terminam a 1 de março de 2020. A série é baseada no filme Tangled (2010) e traz as vozes de Zachary Levi e Mandy Moore, ao lado de Eden Espinosa, Clancy Brown e Julie Bowen.
Em fevereiro de 2017, antes de sua estreia, a série foi renovada para uma segunda temporada, que estreou a 24 de junho de 2018. Em maio de 2018, antes da estreia da segunda temporada, foi anunciado que a série foi renovada para uma terceira e última temporada.

## Sinopse
Pode ser o começo do 'felizes para sempre' para Rapunzel, mas este final de conto de fadas não é exatamente o que ela sonhava que ia ser. Enquanto Eugene se adapta rapidamente à sua nova vida de luxo na realeza, Rapunzel percebe que ajustar-se à vida em Corona é mais difícil do que imaginava.

## Personagens e Dobragem/Dublagem
| Personagem      | Temporada    | Temporada    | Temporada    | Voz original          | Dobragem          | Dublagem         |
| Personagem      | 1            | 2            | 3            | Voz original          | Dobragem          | Dublagem         |
| --------------- | ------------ | ------------ | ------------ | --------------------- | ----------------- | ---------------- |
| Rapunzel        | Protagonista | Protagonista | Protagonista | Mandy Moore           | Bárbara Lourençoa | Sylvia Salustti  |
| Eugene/José     | Protagonista | Protagonista | Protagonista | Zachary Levi          | Pedro Caeirob     | Raphael Rossatto |
| Cassandra       | Protagonista | Protagonista | Antagonista  | Eden Espinosa         | Adriana Monizc    | Tarsila Amorim   |
| Lance Strongbow | Protagonista | Protagonista | Protagonista | James Monroe Iglehart | Pedro Bargado     | Ramon Campos     |
| Rainha Ariana   | Protagonista | Recorrente   | Recorrente   | Julie Bowen           | Vânia Gonçalves   | Shallana Costa   |
| Rei Frederic    | Protagonista | Recorrente   | Recorrente   | Clancy Brown          | André Gago        | Charles Dalla    |
| Pé Gancho       | Recorrente   | Recorrente   | Ausente      | Jeff Ross             | Rui de Sá         | Roberto Garcia   |
| Baixinho        | Recorrente   | Recorrente   | Recorrente   | Paul F. Tompkins      | Rui de Sá         | Guilherme Briggs |

↑a  As canções são interpretadas por Anabela Pires.
↑b  As canções são interpretadas por Henrique Feist.
↑c  As canções são interpretadas por Cláudia Soares.

## Episódios
| Temporada | Temporada | Episódios | Exibição original    | Exibição original     | Exibição em Portugal           | Exibição em Portugal            | Exibição no Brasil     | Exibição no Brasil     |
| Temporada | Temporada | Episódios | Estreia de temporada | Final de temporada    | Estreia de temporada           | Final de temporada              | Estreia de temporada   | Final de temporada     |
| --------- | --------- | --------- | -------------------- | --------------------- | ------------------------------ | ------------------------------- | ---------------------- | ---------------------- |
|           | Filme     | Filme     | 10 de março de 2017  | 10 de março de 2017   | 29 de abril de 2017            | 29 de abril de 2017             | 17 de setembro de 2017 | 17 de setembro de 2017 |
|           | 1         | 23        | 24 de março de 2017  | 13 de janeiro de 2018 | 3 de junho de 2017             | 20 de abril de 2018             | 1 de outubro de 2017   | 15 de abril de 2018    |
|           | 2         | 24        | 24 de junho de 2018  | 14 de abril de 2019   | 21 de setembro de 2018         | 14 de junho de 2019             | 7 de outubro de 2018   | 25 de agosto de 2019   |
|           | 3         | 21        | 7 de outubro de 2019 | 1 de março de 2020    | 1 de janeiro de 2021 (Disney+) | 28 de janeiro de 2021 (Disney+) | 10 de abril de 2020    | 10 de janeiro de 2021  |

## Produção

Logótipo da série na 1ª temporada em Portugal

A 3 de junho de 2015, o Disney Channel anunciou que a série estava em desenvolvimento. A 15 de fevereiro de 2017, foi anunciado que a série havia sido renovada para uma segunda temporada antes da estreia da série. A série apresenta novas músicas de Alan Menken , que escreveu e marcou as músicas para o filme original, e Glenn Slater .